# Moravany nad Váhom
Moravany nad Váhom é um município da Eslováquia, situado no distrito de Piešťany, na região de Trnava. Tem 10,79 km² de área e sua população em 2018 foi estimada em 2.458 habitantes.

## Demografia
| Ano:        | 1994 | 2004    | 2014    | 2024   |
| ----------- | ---- | ------- | ------- | ------ |
| Broj ljudi: | 1803 | 2041    | 2330    | 2505   |
| Razlika:    |      | +13,20% | +14,15% | +7,51% |

| Ano:               | 2023 | 2024   |
| ------------------ | ---- | ------ |
| Número de pessoas: | 2485 | 2505   |
| Diferença:         |      | +0,80% |